# Maria Andrade
Maria Andrade Teixeira (* 19. März 1993) ist eine kap-verdische Taekwondoin. Sie wurde auf der kapverdischen Insel São Vicente geboren und wird häufig mit dem liebevollen Spitznamen Zezinha betitelt.

## Sport
Der kapverdische Nationaltrainer Joseph Pina entdeckte sie und holte sie 2014 in die USA zum Hochleistungstraining.
Sie nahm an den Olympischen Sommerspielen 2016 in Rio de Janeiro teil. Im Fliegengewicht verlor sie in der ersten Runde gegen Panipak Wongpattanakit. Sie diente als Fahnenträgerin bei der Eröffnungs- und Abschlusszeremonie. 2018 gewann sie bei den Afrikanischen Meisterschaften 2018 in Agadir die Bronzemedaille.